# Peppermint Harris
Peppermint Harris, geboren als Harrison Nelson jr. (Texarkana (Texas), 17 juli 1925 – Elizabeth (New Jersey), 19 maart 1999), was een Amerikaanse zanger en gitarist (r&b, jump blues).

## Biografie
Harrison Nelson begon eind jaren 1940 in Houston zijn eerste opnamen te maken voor het Gold Star-label, samen met zijn vrienden Lightnin' Hopkins en Elmore Nixon, maar zonder succes. Uiteindelijk kreeg hij een contract met producent Bob Shad voor opnamen als Fat Girl Boogie. Hij vergat Nelsons naam en bracht de titels uit onder het pseudoniem Peppermint Harris bij het label Sittin' In With. In 1950 had hij zijn eerste succes in de hitparade met Rainin' in My Heart. In 1951 stapte hij over naar het label Aladdin Records in Los Angeles en had hij zijn grootste hit in de r&b-hitlijsten met I Got Loaded, die in november #1 bereikte. Zijn andere nummers, waarvan vele over alcohol gingen, waren echter minder succesvol, zoals Have Another Drink On Me and Talk to Me, Cadillac Funeral, Right Back on It en Three Sheets in the Wind. Met Albert Collins nam hij rond 1960 materiaal op voor het album Houston Can't Be Heaven.
Later nam hij meer nummers op in Shreveport, Louisiana (waaronder een andere versie van Raining in My Heart voor het label Jewel Records, 1965), ook voor Lunar (Sweet Black Angels) en Duke Records (Angel Child) en werkte hij in Sacramento en New Jersey, voordat hij in 1995 een eindalbum maakte bij het Home Cooking label.

## Overlijden
Peppermint Harris overleed in maart 1999 op 73-jarige leeftijd.

## Discografie
- Houston Can't Be Heaven (Ace Records) met Albert Collins
- Peppermint Harris (Time Records)
- I Got Loaded (Blue City Records, compilatie)
- Texas on My mind (NMD, ed. 2008)

- Bibliothèque nationale de France: cb13894994f (data)
- Gemeinsame Normdatei: 134741773
- International Standard Name Identifier: 0000 0003 6837 1177
- Library of Congress Control Number: n93021222
- MusicBrainz: 07b8d89f-9967-4599-b301-2ecd8446d553
- Virtual International Authority File: 75149066343365600291